# Jaguar Wright
Jaguar Wright (Jacquelyn Wright, 17 mei 1977, Philadelphia, Pennsylvania, Verenigde Staten) is een Amerikaanse R&B-zangeres.

## Persoonlijke achtergrond
Populaire muziek was taboe in het streng religieuze gezin waar Jacquelyn in opgroeide. Wel was ze als kind vertrouwd met de gospelmuziek die in de kerk gespeeld werd. Op haar zestiende kreeg ze haar eerste kind, een zoon. Later trouwde ze en ze kreeg haar tweede kind in 2002.

## Muzikale carrière
Wright begon haar carrière als rapper in een groep die de Philly Blunts heette. Toen deze groep uiteenging, begon ze achtergrondzang voor andere artiesten te doen. In 1999 ging ze solo, en is toen met de rapgroep the Roots op tournee geweest. Bij het label Motive Records/MCA van de Roots, brengt ze in 2002 haar eerste album uit dat Denials, Delusions and Decisions heet. Het bevat neo-soulmuziek, dat soms jazz en funkinvloeden heeft, en soms neigt naar generieke R&B (Ain't nobody Playin'). Er staan samenwerkingen op met Vikter Duplaix en Bilal. Voor haar tweede album werkte ze met onder andere Raphael Saadiq als producer. Het heet Divorcing Neo 2 Marry Soul, en is uitgebracht in 2005 bij Artemis Records. Het bevat nummers die qua stijl variëren van bijna old school disco (One More Drink) tot jazzy funk in So High. Een derde album stond voor 2009 aangekondigd. In afwachting hiervan bracht ze in dat jaar de gratis te downloaden nummers Beautiful en Surely Shawty uit. Wright schrijft het merendeel van haar nummers zelf. Haar teksten zijn soms zeer direct en persoonlijk.

### Hitlijstvermeldingen
Denials, Delusions and Decisions stond negentien weken in de Amerikaanse Billboard R&B/Hip-Hop Albums lijst en kwam daarin tot de zestiende plaats. Het album kwam tot de 56e plaats in de Billboard 200, waar het veertien weken in stond.Divorcing Neo 2 Marry Soul kwam tot 53 in de R&B/Hip-Hop lijst, en stond er 5 weken in. Het stond een keer op de 35e plaats in de Independent Albums lijst.

## Discografie

### Singles
- 2002 The What If's
- 2005 Free
- 2005 Flower

### Albums
- 2002 Denials, Delusions and Decisions

Tracks
- 1. The What If's
- 2. Country Song
- 3. Stay
- 4. Love Need And Want You
- 5. Same Sh*t Different Day Pt. 1
- 6. Ain't Nobody Playin'
- 7. I Can't Wait
- 8. I Don't Know
- 9. 2 Too Many
- 10. Lineage
- 11. Self Love
- 12. Same Sh*t Different Day Pt. 2

- 2005 Divorcing Neo 2 Marry Soul

Tracks
- 1. Dear John, Pt. 1
- 2. Free
- 3. Let Me Be the One
- 4. Timing
- 5. Told Ya
- 6. My Place
- 7. Flower
- 8. Ecstacy
- 9. So High
- 10. Been Here Before
- 11. Woman 2 Woman Intro
- 12. Woman 2 Woman
- 13. Do Your Worst
- 14. One More Drink
- 15. Dear John, Pt. 2
- 16. Call Block